# پائولو روسولا
پائولو روسولا (ایتالیایی: Paolo Rosola؛ زادهٔ ۵ فوریهٔ ۱۹۵۷) دوچرخه‌سوار اهل ایتالیا است.